# Pat Falloon
Patrick J. Falloon (* 22. září 1972 ve Foxwarrenu, Manitoba, Kanada) je bývalý kanadský hokejista, který v letech 1991-2000 působil v NHL.

## Kariéra

### Juniorská
Do roku 1988 hrál středoškolskou ligu za klub Yellowhead Chiefs Midget AAA. Následující tři roky strávil v juniorské Western Hockey League za Spokane Chiefs, s kterými v roce 1991 získal mistrovský titul v lize a poté i Memorial Cup pro celkového vítěze tří hlavních kanadských juniorských lig. V této sezoně byl umístěn do All star týmu WHL i všech tří soutěží. Dále obdržel i ceny Stafford Smythe Memorial Trophy, Brad Hornung Trophy a CHL Sportsman of the Year.

### Profesionální
V roce 1991 byl draftován na celkové druhé pozici za Ericem Lindrosem. Jako svého prvního hráče v historii si jej vybral klub San Jose Sharks. Ve své první sezoně 1991/92 byl nejlepším střelcem, nahrávačem i nejproduktivnějším hráčem Sharks. Jeho produktivita však nestoupala a tak jej 16. listopadu 1995 Sharks vyměnili do Philadelphia Flyers za Martina Špaňhela a volbu Flyers v 1. a 3. kole draftu 1996. S Philadelphií si v sezoně 1996/97 zahrál finále Stanley Cupu, ve kterém ale celek podlehl Detroit Red Wings.
Flyers jej vyměnili 17. ledna 1998 společně s Václavem Prospalem a volbou ve 2. kole draftu za Alexandra Daigleho do Ottawa Senators. V létě pak Falloon jako volný hráč podepsal smlouvu s Edmonton Oilers. V průběhu sezony 1999/2000 jej Oilers zařadili na listinu nechráněných hráčů, kde si jej vybrali Pittsburgh Penguins, za které dohrál ročník.
Sezonu 2000/01 odehrál za HC Davos ve švýcarské lize, s kterým vyhrál turnaj Spenglerův pohár 2000. V ročníku 2001/02 nastupoval v rodném městě za Foxwarren Falcons v poloprofesionální soutěži, poté ukončil kariéru.

### Reprezentační
V dresu kanadské reprezentace do 20 let se stal juniorským mistrem světa na MSJ 1991, pořádaném v Kanadě.
Zúčastnil se v dresu národního týmu i MS 1992 v Československu (8. místo). V době angažmá v Evropě si zahrál na Švédských hokejových hrách 2001.

## Ocenění a úspěchy
- 1991 CHL – All-Star Tým Memorial Cupu
- 1991 CHL – CHL Sportsman of the Year
- 1991 CHL – Stafford Smythe Memorial Trophy
- 1991 CHL – Nejproduktivnější hráč v Memorial Cupu
- 1991 WHL – Brad Hornung Trophy
- 1991 WHL – První západní All-Star Tým

## Prvenství
- Debut v NHL – 5. října 1991 (San Jose Sharks proti Vancouver Canucks)
- První asistence v NHL – 5. října 1991 (San Jose Sharks proti Vancouver Canucks)
- První gól v NHL – 8. října 1991 (San Jose Sharks proti Calgary Flames, kanadskému brankáři Rick Wamsley)

## Klubová statistika
| Sezóna       | Klub                       | Soutěž       |     | Základní část | Základní část | Základní část | Základní část | Základní část |    | Play off | Play off | Play off | Play off | Play off |
| Sezóna       | Klub                       | Soutěž       | Z   | G             | A             | B             | TM            | Z             | G  | A        | B        | TM       |          |          |
| 1988/89      | Spokane Chiefs             | WHL          | 72  | 22            | 56            | 78            | 41            | —             | —  | —        | —        | —        |          |          |
| 1989/90      | Spokane Chiefs             | WHL          | 71  | 60            | 64            | 124           | 48            | 6             | 5  | 8        | 13       | 4        |          |          |
| 1990/91      | Spokane Chiefs             | WHL          | 61  | 64            | 74            | 138           | 33            | 15            | 10 | 14       | 24       | 10       |          |          |
| 1991/92      | San Jose Sharks            | NHL          | 79  | 25            | 34            | 59            | 16            | —             | —  | —        | —        | —        |          |          |
| 1992/93      | San Jose Sharks            | NHL          | 41  | 14            | 14            | 28            | 12            | —             | —  | —        | —        | —        |          |          |
| 1993/94      | San Jose Sharks            | NHL          | 83  | 22            | 31            | 53            | 18            | 14            | 1  | 2        | 3        | 6        |          |          |
| 1994/95      | San Jose Sharks            | NHL          | 46  | 12            | 7             | 19            | 25            | 11            | 3  | 1        | 4        | 0        |          |          |
| 1995/96      | San Jose Sharks            | NHL          | 9   | 3             | 0             | 3             | 4             | —             | —  | —        | —        | —        |          |          |
| 1995/96      | Philadelphia Flyers        | NHL          | 62  | 22            | 26            | 48            | 6             | 12            | 3  | 2        | 5        | 2        |          |          |
| 1996/97      | Philadelphia Flyers        | NHL          | 52  | 11            | 12            | 23            | 10            | 14            | 3  | 1        | 4        | 2        |          |          |
| 1997/98      | Philadelphia Flyers        | NHL          | 30  | 5             | 7             | 12            | 8             | —             | —  | —        | —        | —        |          |          |
| 1997/98      | Ottawa Senators            | NHL          | 28  | 3             | 3             | 6             | 8             | 1             | 0  | 0        | 0        | 0        |          |          |
| 1998/99      | Edmonton Oilers            | NHL          | 82  | 17            | 23            | 40            | 20            | 4             | 0  | 1        | 1        | 4        |          |          |
| 1999/00      | Edmonton Oilers            | NHL          | 33  | 5             | 13            | 18            | 4             | —             | —  | —        | —        | —        |          |          |
| 1999/00      | Pittsburgh Penguins        | NHL          | 30  | 4             | 9             | 13            | 10            | 10            | 1  | 0        | 1        | 2        |          |          |
| 2000/01      | HC Davos                   | NLA          | 43  | 12            | 26            | 38            | 49            | 4             | 1  | 0        | 1        | 2        |          |          |
| 2001/02      | Foxwarren Falcons          | NCSHL        | 23  | 51            | 60            | 111           |               | —             | —  | —        | —        | —        |          |          |
| 2002/03      | Foxwarren Falcons          | NCHL         | 23  | 47            | 64            | 111           | 6             | —             | —  | —        | —        | —        |          |          |
| 2002/03      | Île-des-Chênes North Stars | AC           | —   | —             | —             | —             | —             | 4             | 4  | 5        | 9        | 10       |          |          |
| 2003/04      | Foxwarren Falcons          | NCHL         | 26  | 55            | 63            | 118           | 8             | —             | —  | —        | —        | —        |          |          |
| 2004/05      | Foxwarren Falcons          | NCHL         | 16  | 23            | 41            | 64            | 4             | —             | —  | —        | —        | —        |          |          |
| 2005/06      | Foxwarren Falcons          | NCHL         | 22  | 44            | 49            | 93            | 10            | —             | —  | —        | —        | —        |          |          |
| 2006/07      | Foxwarren Falcons          | NCHL         | 21  | 28            | 48            | 76            | 14            | —             | —  | —        | —        | —        |          |          |
| 2007/08      | Foxwarren Falcons          | NCHL         | 13  | 17            | 18            | 35            | 8             | —             | —  | —        | —        | —        |          |          |
| Celkem v NHL | Celkem v NHL               | Celkem v NHL | 575 | 143           | 179           | 322           | 141           | 66            | 11 | 7        | 18       | 16       |          |          |

## Reprezentace
| Rok                       | Tým                       | Soutěž                    | Z | G | A | B | TM |
| ------------------------- | ------------------------- | ------------------------- | - | - | - | - | -- |
| 1991                      | Kanada 20                 | MSJ                       | 7 | 3 | 3 | 6 | 2  |
| 1992                      | Kanada                    | MS                        | 6 | 2 | 1 | 3 | 2  |
| Seniorská kariéra celkově | Seniorská kariéra celkově | Seniorská kariéra celkově | 6 | 2 | 1 | 3 | 2  |